# Centro Congressi Haliç
Il Centro Congressi Haliç (in turco Haliç Kongre Merkezi), già Mattatoio di Karağaç (in turco Karağaç Mezbahası) o Mattatoio di Sütlüce (in turco Sütlüce Mezbahası), è un edificio inaugurato nel 1923 per garantire la macellazione e la supervisione igienica a Istanbul. Il suo architetto è Vedat Tek, il quale, insieme a Mimar Kemaleddin, è stato una delle due figure guida del Primo movimento architettonico nazionale turco (in turco Birinci Ulusal Mimarlık Akımı).
Dal 2009 il complesso è stato adibito a centro congressuale e culturale, con il nome di Centro Congressi Haliç (dove Haliç è il nome turco del Corno d'Oro).

## Storia
Durante l'ultimo periodo ottomano, i macelli privati in vari quartieri di Istanbul erano in cattive condizioni, anche se venivano ispezionati dal Ministero dell'Agricoltura. Il numero di macelli, ridotto a 147 durante la prima guerra mondiale, scese a 22 nel dopoguerra. La responsabilità delle ispezioni fu tolta al Ministero dell'Agricoltura e affidata al Şehremaneti (governo cittadino).
Cemil Bey, recatosi a Ginevra dopo la guerra, fu nominato capo degli Şehremaneti il 3 maggio 1919, dopo il ritorno a Istanbul. Cemil Bey, che si occupò della questione dei mattatoi dopo il suo insediamento, fu messo sotto pressione dal Comando delle forze di occupazione di Istanbul a causa delle condizioni dei mattatoi. Il 17 luglio 1919, il Sovrintendente straordinario della Francia inviò una lettera di protesta al Ministero degli Affari Esteri ottomano in merito alla questione.
Dopo vari reclami, le fondamenta del mattatoio di Sütlüce furono gettate il 29 novembre 1919. Il costo della costruzione fu di 396.000 lire. Il 12 luglio 1923, dopo una cerimonia di inaugurazione, il mattatoio entrò in funzione. Il mattatoio, reso indipendente nel 1928 con il nome di Amministrazione dell'Assemblea delle Istituzioni di Karaağaç, divenne parte del Comune di Istanbul nel 1932 con il nome di Direzione delle Istituzioni di Karaağaç. Il mattatoio, che era il più grande impianto di macellazione di Istanbul, ha iniziato a funzionare solo come centro di distribuzione della carne dopo il 1985, a causa delle preoccupazioni per l'inquinamento del Corno d'Oro.
Bedrettin Dalan, all'epoca sindaco della municipalità metropolitana di Istanbul, decise di trasformare il macello, ormai inattivo, in un centro culturale nell'ambito del progetto di riqualificazione del Corno d'Oro. Vennero presentati 3 diversi piani preparati nell'ambito del progetto, ma nessuno di essi fu realizzato.
Nessun progresso venne fatto durante il mandato di Nurettin Sözen, diventato sindaco della municipalità metropolitana di Istanbul dopo Bedrettin Dalan. La gara d'appalto per la costruzione, che rappresentava il primo passo concreto per trasformare il mattatoio inattivo in un centro culturale, fu indetta nel 1997 da Recep Tayyip Erdoğan, allora sindaco della città metropolitana di Istanbul. Nel 1998, gli edifici del mattatoio inattivo furono demoliti e iniziò la costruzione del centro culturale. Il progetto, opera del Prof. Dr Cengiz Eruzun, doveva essere completato entro il 1999, ma venne terminato nel marzo 2009, e l'edificio è stato inaugurato in occasione della quinta riunione del Consiglio mondiale sull'acqua.